# Шипуновский район
Шипуно́вский райо́н — административно-территориальное образование (сельский район) и муниципальное образование (муниципальный район) в Алтайском крае России.
Административный центр — село Шипуново, расположенное в 165 км от Барнаула.

## География
Район расположен на юго-западе края. Рельеф равнинный. Климат континентальный. Средняя температура января −18,1 °C, июля +19,7 °C. Годовое количество атмосферных осадков — 435 мм.
По территории района протекают реки Чарыш, Алей, имеется много озёр, самое крупное — Зеркальное. Почвы — чернозёмы, песчаные, солончаки. Проходит барнаульский ленточный бор. Растут сосна, тополь, берёза, калина, шиповник, ива, боярышник. Обитают из зверей — лось, косуля, лиса, барсук, хорёк, заяц, волк; из птиц — гусь, утка, серая цапля, выпь, чайка, куропатка, глухарь; из рыб — карась, щука, окунь, налим, язь, лещ, чебак, линь, таймень, нельма, хариус.
Площадь района — 4256 км².

## История
Район образован 27 июня 1924 года на основе бывшей Шипуновской волости Змеиногорского уезда (Алтайская губерния).

## Население
| 1959    | 1996    | 1997    | 1998    | 1999    | 2000    | 2001    | 2002    |
| ------- | ------- | ------- | ------- | ------- | ------- | ------- | ------- |
| 34 963  | ↗38 400 | ↘38 300 | ↘37 800 | ↘37 600 | ↘37 500 | ↘37 000 | ↘36 400 |
| 2003    | 2004    | 2005    | 2006    | 2007    | 2008    | 2009    | 2010    |
| ↘36 175 | ↘35 945 | ↘35 668 | ↘35 433 | ↘35 077 | ↘34 695 | ↘34 434 | ↘33 285 |
| 2011    | 2012    | 2013    | 2014    | 2015    | 2016    | 2017    | 2018    |
| ↘33 199 | ↘32 722 | ↘32 162 | ↗32 371 | ↗32 526 | ↘32 498 | ↘32 328 | ↘31 763 |
| 2019    | 2020    | 2021    |         |         |         |         |         |
| ↘31 157 | ↘30 575 | ↘25 028 |         |         |         |         |         |

### Национальный состав[17]
| национальность | национальность | мужчин | женщин | всего  | %    |
| -------------- | -------------- | ------ | ------ | ------ | ---- |
| русские        |                | 16 724 | 17 714 | 34 438 | 94,9 |
| немцы          |                | 283    | 310    | 593    | 1,63 |
| украинцы       |                | 181    | 241    | 422    | 1,16 |
| казахи         |                | 95     | 64     | 159    | 0,44 |
| армяне         |                | 66     | 39     | 105    | 0,29 |
| азербайджанцы  |                | 60     | 29     | 89     | 0,24 |
| татары         |                | 37     | 38     | 75     | 0,21 |
| белорусы       |                | 30     | 37     | 67     | 0,18 |
| итого:         | итого:         | 17 680 | 18 619 | 36 299 | 100  |

## Административно-муниципальное устройство
Шипуновский район с точки зрения административно-территориального устройства края включает 19 административно-территориальных образований — 19 сельсоветов.
Шипуновский муниципальный район в рамках муниципального устройства включает 19 муниципальных образований со статусом сельских поселений:
| №  | Сельское поселение       | Административный центр | Количество населённых пунктов | Население (чел.) | Площадь (км²) |
| -- | ------------------------ | ---------------------- | ----------------------------- | ---------------- | ------------- |
| 1  | Белоглазовский сельсовет | село Белоглазово       | 3                             | ↘1003            | 162,00        |
| 2  | Бобровский сельсовет     | село Бобровка          | 2                             | ↘877             | 213,47        |
| 3  | Войковский сельсовет     | село Усть-Порозиха     | 4                             | ↘830             | 230,04        |
| 4  | Горьковский сельсовет    | село Горьковское       | 3                             | ↘1129            | 249,05        |
| 5  | Ельцовский сельсовет     | село Ельцовка          | 5                             | ↘1074            | 412,46        |
| 6  | Зеркальский сельсовет    | село Зеркалы           | 3                             | ↘925             | 302,97        |
| 7  | Ильинский сельсовет      | село Ильинка           | 2                             | ↘428             | 160,15        |
| 8  | Комарихинский сельсовет  | село Комариха          | 1                             | ↘915             | 199,77        |
| 9  | Краснояровский сельсовет | село Красный Яр        | 4                             | ↘1090            | 209,71        |
| 10 | Нечунаевский сельсовет   | село Нечунаево         | 2                             | ↘923             | 196,17        |
| 11 | Первомайский сельсовет   | посёлок Первомайский   | 4                             | ↘938             | 240,55        |
| 12 | Порожненский сельсовет   | село Порожнее          | 3                             | ↘1092            | 273,60        |
| 13 | Родинский сельсовет      | село Родино            | 2                             | ↘1055            | 202,34        |
| 14 | Российский сельсовет     | село Шипуново          | 3                             | ↘1186            | 285,50        |
| 15 | Самсоновский сельсовет   | село Самсоново         | 3                             | ↘842             | 261,01        |
| 16 | Тугозвоновский сельсовет | село Тугозвоново       | 2                             | ↘1214            | 241,80        |
| 17 | Урлаповский сельсовет    | село Урлапово          | 1                             | ↘787             | 251,59        |
| 18 | Хлопуновский сельсовет   | село Хлопуново         | 2                             | ↘1051            | 126,99        |
| 19 | Шипуновский сельсовет    | село Шипуново          | 1                             | ↘9810            | 36,45         |

В 2010 году Новоивановский сельсовет объединён с Первомайским сельсоветом, а Баталовский сельсовет объединён с Порожненским сельсоветом.
В 2011 году Кузнечихинский сельсовет объединён с Ельцовским сельсоветом, а Быковский сельсовет объединён с Российским сельсоветом.

### Населённые пункты
В Шипуновском районе 50 населённых пунктов:
| №  | Населённый пункт | Тип                     | Население | Сельское поселение       |
| -- | ---------------- | ----------------------- | --------- | ------------------------ |
| 1  | Андреевка        | посёлок                 | ↘203      | Зеркальский сельсовет    |
| 2  | Артамоново       | посёлок                 | ↘122      | Порожненский сельсовет   |
| 3  | Барчиха          | посёлок                 | ↗207      | Нечунаевский сельсовет   |
| 4  | Баталово         | село                    | ↘378      | Порожненский сельсовет   |
| 5  | Белоглазово      | село                    | ↘509      | Белоглазовский сельсовет |
| 6  | Берёзовка        | посёлок                 | ↘73       | Бобровский сельсовет     |
| 7  | Бестужево        | село                    | ↘235      | Ильинский сельсовет      |
| 8  | Бобровка         | село                    | ↘850      | Бобровский сельсовет     |
| 9  | Быково           | село                    | ↘598      | Российский сельсовет     |
| 10 | Воробьёво        | посёлок                 | ↘198      | Войковский сельсовет     |
| 11 | Горьковское      | село                    | ↘1150     | Горьковский сельсовет    |
| 12 | Дружба           | посёлок                 | ↘40       | Самсоновский сельсовет   |
| 13 | Ельцовка         | село                    | ↘605      | Ельцовский сельсовет     |
| 14 | Защита           | посёлок                 | ↗62       | Горьковский сельсовет    |
| 15 | Зеркалы          | село                    | ↘659      | Зеркальский сельсовет    |
| 16 | Ильинка          | село                    | ↘315      | Ильинский сельсовет      |
| 17 | Калиновка        | посёлок                 | →190      | Российский сельсовет     |
| 18 | Качусово         | посёлок                 | ↘177      | Ельцовский сельсовет     |
| 19 | Комариха         | село                    | ↘915      | Комарихинский сельсовет  |
| 20 | Коробейниково    | село                    | ↘267      | Зеркальский сельсовет    |
| 21 | Кособоково       | село                    | ↘333      | Войковский сельсовет     |
| 22 | Красный Яр       | село                    | ↘1020     | Краснояровский сельсовет |
| 23 | Кузнечиха        | село                    | ↘309      | Ельцовский сельсовет     |
| 24 | Майское Утро     | посёлок                 | ↘17       | Первомайский сельсовет   |
| 25 | Метели           | посёлок                 | ↘294      | Белоглазовский сельсовет |
| 26 | Мирный           | посёлок                 | ↘109      | Горьковский сельсовет    |
| 27 | Нечунаево        | село                    | ↘788      | Нечунаевский сельсовет   |
| 28 | Новоивановка     | село                    | ↘438      | Первомайский сельсовет   |
| 29 | Новосельское     | село                    | ↘192      | Тугозвоновский сельсовет |
| 30 | Новый Путь       | посёлок                 | ↗107      | Краснояровский сельсовет |
| 31 | Объездное        | посёлок                 | ↘3        | Родинский сельсовет      |
| 32 | Озёрки           | посёлок                 | ↘102      | Ельцовский сельсовет     |
| 33 | Первомайский     | посёлок                 | ↘584      | Первомайский сельсовет   |
| 34 | Порожнее         | село                    | ↘805      | Порожненский сельсовет   |
| 35 | Родино           | село                    | ↘1253     | Родинский сельсовет      |
| 36 | Самсоново        | село                    | ↗750      | Самсоновский сельсовет   |
| 37 | Семилетка        | посёлок                 | ↘7        | Краснояровский сельсовет |
| 38 | Талина           | посёлок                 | ↘42       | Самсоновский сельсовет   |
| 39 | Талы             | посёлок                 | ↘11       | Первомайский сельсовет   |
| 40 | Тугозвоново      | село                    | ↘1156     | Тугозвоновский сельсовет |
| 41 | Урлапово         | село                    | ↘787      | Урлаповский сельсовет    |
| 42 | Усть-Порозиха    | село                    | ↘460      | Войковский сельсовет     |
| 43 | Хлопуново        | село                    | ↘1057     | Хлопуновский сельсовет   |
| 44 | Хлопуново        | железнодорожная станция | ↗91       | Хлопуновский сельсовет   |
| 45 | Чаячий           | посёлок                 | ↗81       | Краснояровский сельсовет |
| 46 | Чупино           | посёлок                 | ↘11       | Войковский сельсовет     |
| 47 | Шипуново         | село                    | ↘766      | Российский сельсовет     |
| 48 | Шипуново         | село                    | ↘9810     | Шипуновский сельсовет    |
| 49 | Эстония          | село                    | ↘85       | Ельцовский сельсовет     |
| 50 | Ясная Поляна     | посёлок                 | ↘326      | Белоглазовский сельсовет |

## Экономика
Основное направление экономики — сельское хозяйство. Сельскохозяйственное производство района представляют 2 колхоза, 2 закрытых акционерных общества, 45 СПК, 131 крестьянское (фермерское) хозяйство. Ежегодно зерновыми засевается около 140 тысяч га, в том числе 112 тысяч га пшеницы, более 9-12 тысяч га подсолнечника на зерно и около 1 тысячи га сахарной свеклы.
Промышленность района представлена в основном предприятиями, перерабатывающими сельскохозяйственное сырьё. Крупнейшими из них являются ОАО «Шипуновский элеватор», КХ «Роса».

## Транспорт
По району проходит железнодорожная магистраль, имеются 2 железнодорожные станции, район пересекает автострада международного значения А349 «Барнаул — Рубцовск — Семипалатинск».